# Luis Barrufa
Luis A. Barrufa Casenave (Montevideo, 11. veljače 1946.) urugvajski je biciklist. Nastupao je na Olimpijskim igrama 1968. u Ciudad de Méxicu, u disciplini 1000 metara s vremenskim ograničenjem.